# Kensaku Abe
Kensaku Abe (japanisch 阿部 謙作 Abe Kensaku; * 13. Mai 1980 in der Präfektur Kanagawa) ist ein ehemaliger japanischer Fußballspieler.

## Karriere
Abe erlernte das Fußballspielen in der Schulmannschaft der Tokai University Daiichi High School und der Universitätsmannschaft der Universität Tsukuba. Seinen ersten Vertrag unterschrieb er 2003 bei den Ventforet Kofu. Der Verein spielte in der zweithöchsten Liga des Landes, der J2 League. Für den Verein absolvierte er 69 Ligaspiele. 2005 wurde er an den Erstligisten Vissel Kobe ausgeliehen. Im August 2005 kehrte er zu Ventforet Kofu zurück. Am Ende der Saison 2005 stieg der Verein in die J1 League auf. Am Ende der Saison 2007 stieg der Verein wieder in die J2 League ab. Für den Verein absolvierte er 86 Ligaspiele. Ende 2009 beendete er seine Karriere als Fußballspieler.